# Darren Cahill
Darren Cahill (Adelaide, 2 oktober 1965) is een Australisch tenniscoach en een voormalige tennisspeler. Hij is de zoon van footballspeler John Cahill.
Cahill ging in 1984 professioneel tennis spelen. Een jaar later won hij al zijn eerste ATP-toernooi, namelijk dat van Melbourne. In 1988 won hij het enkelspeltoernooi van Gstaad. In datzelfde jaar presteerde Cahill het om van Boris Becker te winnen in de tweede ronde van de US Open, uiteindelijk verloor hij in de halve finale van de latere winnaar Mats Wilander. In 1989 stond hij samen met Mark Kratzmann in de finale van het dubbelspeltoernooi van de Australian Open, hij verloor echter wel. In 1994 moest hij vanwege een knieblessure stoppen met het tennissen. Sindsdien is hij coach geweest van onder meer Lleyton Hewitt, Andy Murray, Ana Ivanović, Fernando Verdasco, Daniela Hantuchová, Sorana Cîrstea en Andre Agassi. In 2009 leek het erop dat Cahill de nummer één, Roger Federer, zou gaan trainen, maar dat ging uiteindelijk niet door. Sinds juni 2015 was hij coach van de Roemeense Simona Halep. Onder zijn leiding werd Halep nummer 1 op de WTA ranglijst en won ze in 2018 Roland Garros. Op 9 november 2018 maakte hij bekend dat hij om familieredenen besloten had zijn werk als coach te staken. Vanaf juli 2022 is echter weer actief als coach van de Italiaan Jannik Sinner.

## Prestatietabel
| Legenda | Legenda                          |
| ------- | -------------------------------- |
| g.t.    | geen toernooi gehouden           |
| l.c.    | lagere categorie                 |
| –       | niet deelgenomen                 |
| G       | uitgeschakeld in de groepsfase   |
| 1R      | uitgeschakeld in de eerste ronde |
| 2R      | uitgeschakeld in de tweede ronde |
| 3R      | uitgeschakeld in de derde ronde  |
| 4R      | uitgeschakeld in de vierde ronde |
| KF      | uitgeschakeld in de kwartfinale  |
| HF      | uitgeschakeld in de halve finale |
| F       | de finale verloren               |
| W       | het toernooi gewonnen            |
| w-v     | winst/verlies-balans             |

### Prestatietabel grand slam, enkelspel
| Toernooi        | 1984 | 1985 | 1986 | 1987 | 1988 | 1989 | 1990 | 1991 | 1994 |
| --------------- | ---- | ---- | ---- | ---- | ---- | ---- | ---- | ---- | ---- |
| Australian Open | 2R   | 3R   | –    | 1R   | 2R   | 3R   | 1R   | 3R   | 1R   |
| Roland Garros   | –    | 3R   | 2R   | 3R   | 1R   | 3R   | 1R   | –    | 1R   |
| Wimbledon       | –    | –    | 1R   | –    | 2R   | 1R   | 2R   | –    | 2R   |
| US Open         | –    | –    | 1R   | 2R   | HF   | 2R   | 4R   | –    | –    |

### Prestatietabel grand slam, dubbelspel
| Toernooi        | 1984 | 1985 | 1986 | 1987 | 1988 | 1989 | 1990 | 1991 | 1994 | 1995 |
| --------------- | ---- | ---- | ---- | ---- | ---- | ---- | ---- | ---- | ---- | ---- |
| Australian Open | 1R   | 2R   | –    | KF   | 3R   | F    | KF   | 3R   | 1R   | 1R   |
| Roland Garros   | –    | 1R   | 2R   | 3R   | 3R   | 1R   | 1R   | 2R   | 2R   | –    |
| Wimbledon       | –    | 1R   | 2R   | KF   | 2R   | KF   | 1R   | –    | 1R   | –    |
| US Open         | –    | –    | 1R   | 1R   | 3R   | KF   | 1R   | –    | 2R   | –    |